# Tótújfalu
Tótújfalu es un pueblo ubicado en el distrito de Barcs, en el condado de Somogy, Hungría.

## Superficie
Posee una superficie de 13,27 kilómetros cuadrados.

## Demografía
Hasta 2019 la población era de 213 habitantes, con una densidad de población de 16,05 habitantes por kilómetro cuadrado.